# Kanton Pont-l’Abbé
Der Kanton Pont-l’Abbé (bretonisch Kanton Pont-’n-Abad) ist seit 1790 ein französischer Kanton im Arrondissement Quimper, im Département Finistère und in der Region Bretagne; sein Hauptort ist Pont-l’Abbé.

## Geschichte
Der Kanton entstand am 15. Februar 1790. Von 1801 bis 2015 gehörten sieben Gemeinden zum Kanton Pont-l’Abbé. Mit der Neuordnung der Kantone in Frankreich sank die Zahl der Gemeinden 2015 auf 6. Mit Ausnahme des Hauptorts wechselten alle Gemeinden zu anderen Kantonen. Zur verbleibenden Gemeinde Pont-l’Abbé des alten Kantons Pont-l’Abbé kamen alle 5 Gemeinden des bisherigen Kantons Guilvinec hinzu.

## Lage
Der Kanton liegt im Südwesten des Départements Finistère. 

## Gemeinden
Der Kanton besteht aus sechs Gemeinden mit insgesamt 26.575 Einwohnern (Stand: 1. Januar 2022) auf einer Gesamtfläche von 76,06 km²:
| Gemeinde             | Bretonisch        | Einwohner (2022) | Fläche (km²) | Code postal | Code Insee |
| -------------------- | ----------------- | ---------------- | ------------ | ----------- | ---------- |
| Guilvinec            | Ar Gelveneg       | 2.677            | 2,46         | 29730       | 29072      |
| Loctudy              | Loktudi           | 4.043            | 12,73        | 29750       | 29135      |
| Penmarc’h            | Penmarc'h         | 5.320            | 16,39        | 29760       | 29158      |
| Plobannalec-Lesconil | Pornaleg-Leskonil | 3.694            | 18,17        | 29740       | 29165      |
| Pont-l’Abbé          | Pont-’n-Abad      | 8.403            | 18,21        | 29120       | 29220      |
| Treffiagat           | Triagad           | 2.438            | 8,10         | 29730       | 29284      |
| Kanton Pont-l’Abbé   | Pont-’n-Abad      | 26.575           | 76,06        | -           | 2922       |

### Kanton Pont-l’Abbé bis 2015
Der alte Kanton Pont-l’Abbé bestand aus sieben Gemeinden auf einer Fläche von 109,24 km². Diese waren: Combrit, Île-Tudy, Plomeur, Pont-l’Abbé (Hauptort), Saint-Jean-Trolimon, Tréguennec und Tréméoc.

## Bevölkerungsentwicklung
| 1962   | 1968   | 1975   | 1982   | 1990   | 1999   | 2006   | 2012   |
| ------ | ------ | ------ | ------ | ------ | ------ | ------ | ------ |
| 13.127 | 13.217 | 13.841 | 14.794 | 15.596 | 16.836 | 18.024 | 19.295 |